# تود لوي
تود لوي (بالإنجليزية: Todd Lowe)‏ (و. 1977 – م) هو ممثل، وممثل أفلام، وممثل تلفزيوني، وعازف قيثارة، من الولايات المتحدة الأمريكية، ولد في هيوستن، تكساس.

## التعليم
تعلم في جامعة تكساس، أوستن.

## وصلات خارجية
- تود لوي على موقع IMDb (الإنجليزية)
- تود لوي على موقع ميوزك برينز (الإنجليزية)
- تود لوي على موقع أول موفي (الإنجليزية)
- تود لوي على موقع قاعدة بيانات الفيلم (الإنجليزية)